# Risa Shimizu (attrice)
Risa Shimizu (清水 理沙?, Shimizu Risa; Prefettura di Kanagawa, 9 settembre 1988) è un'attrice e doppiatrice giapponese, note per aver prestato la voce a numerosi personaggi di anime e videogiochi.

## Doppiaggio

### Film
- Emilia Clarke in Dom Hemingway, Io prima di te
- Alexa PenaVega in Spy Kids, Spy Kids 2 - L'isola dei sogni perduti, Missione 3D - Game Over
- Vanessa Hudgens in Thunderbirds
- Emily Browning in Lemony Snicket - Una serie di sfortunati eventi
- Peggy Nesbitt in Lo Hobbit - La desolazione di Smaug, Lo Hobbit - La battaglia delle cinque armate
- Brie Larson in The Gambler
- Taissa Farmiga in Nella valle della violenza
- María Valverde in Guernica
- Deepika Padukone in xXx - Il ritorno di Xander Cage
- Margot Robbie in Peter Rabbit
- Zoe Kazan in La ballata di Buster Scruggs

### Serie televisive
- Ariana Grande in Victorious, Sam & Cat, Scream Queens
- Emilia Clarke in Il Trono di Spade
- Art Parkinson in Il Trono di Spade
- Hannah Taylor-Gordon in La storia di Anna Frank
- Malina Weissman in Una serie di sfortunati eventi

### Film d'animazione
- O-jii-san no Lamp (Setsu)
- Toaru hikūshi e no tsuioku (Aristocratica)
- Hirune-hime: shiranai watashi no monogatari (Ikumi Morikawa)
- Il film Pokémon - In ognuno di noi (segretaria del sindaco)

### Anime
- Cyborg 009 (sorella di Kazu)
- Koi kaze (Youko Tamaki)
- Nagasarete Airantō (Misaki Tōhōin)
- Michiko e Hatchin (Sasha)
- I Cavalieri dello zodiaco - The Lost Canvas - Il mito di Ade (Maria)
- Lupin III - Il sigillo di sangue, la sirena dell'eternità (Misa)
- Shingeki no Bahamut (Amira)
- Show by Rock!! (Angelica)
- Ushio e Tora (Kagari/Hai Phong)
- Concrete Revolutio (Ukyō Yamato)
- Show by Rock!!# (Angelica)
- Onihei Hankachō (Oko/Omatsu/Donna)
- L'attacco dei giganti (Lynne)
- Mobile Suit Gundam: Twilight AXIS (Arlette Almage)
- Delicious Party ♡ Pretty Cure (Kokone Fuwa/Cure Spicy)
- Lupin III - Una storia senza fine (Matje Faller)

### Videogiochi
- Granblue Fantasy (Amira)
- Detective Pikachu (Emilia Christie)
- Gravity Rush 2 (Cecie/Angelo Durga)
- Nioh (Fuku)
- Assassin's Creed: Odyssey (Kassandra)
- Judgment (Mafuyu Fujii)
- Kingdom Hearts III (Stella senza nome)
- Sekiro: Shadows Die Twice (Fanciulla celeste)
- Kingdom Hearts Melody of Memory (Stella senza nome)
- Cyberpunk 2077 (V (femmina))
- Lost Judgment (Mafuyu Fujii)
- Triangle Strategy (Ezana Q'linka)
- Need for Speed: Unbound (Tess)
- Wild Hearts (Kogyoku)
- Ys X: Nordics (Phylleia)
- Final Fantasy VII Rebirth (Ifalna)
- Rise of the Ronin (Principessa Atsuko)
- SaGa: Emerald Beyond (Komachi, Professor)
- Silent Hill 2 (Remake) (Angela Orosco)
- The Hundred Line: Last Defense Academy (V'ehxness)

### Cartoni animati
- Hazbin Hotel (Charlie)
- Secret Level (Puck)